# Hilmer Lodge Stadium
Le Hilmer Lodge Stadium est un stade de football américain et d'athlétisme, situé sur le campus du Mt. San Antonio College à Walnut.
Ce stade qui peut actuellement contenir 15 000 spectateurs, devrait pouvoir en contenir 21 000 après la rénovation prévue pour les sélections olympiques américaines de 2020.

## Histoire
Le stade a été inauguré le 8 octobre 1948 et porte désormais le nom de Hilmer Lodge qui est le fondateur des Mt. SAC Relays en 1959. Lodge, mort en 1977, a aussi créé le Hall of Fame de cette compétition.
Ce stade a hébergé les USA Outdoor Track and Field Championships en 1962, 1979 et 1980. Il a aussi hébergé les United States Olympic Trials féminins en 1968. Pour les Jeux olympiques de Tokyo, les sélections se dérouleront du 19 au 28 juin 2020.